# Галовський де Ласерда Едмар
Едмар Галовський де Ласерда (ур. Едмар де Ласерда Апаресіда; порт. Edmar de Lacerda Aparecida; нар. 16 червня 1980, Можі-дас-Крузіс, штат Сан-Паулу, Бразилія) — український футбольний тренер бразильського походження, колишній бразильський (до 2011 року) та український футболіст, що грав на позиції атакувального півзахисника. Виступав за національну збірну України.

## Клубна кар'єра

### Початок кар'єри
У 19 років став професійним футболістом, приєднавшись до складу «Індепендьєнте» в 1999 році. За цей клуб він зіграв 34 матчі і забив 10 м'ячів. Згодом перейшов до клубу «Пауліста», де грав два роки. Але взяв участь лише в 15 матчах і забив 2 м'ячі. Попри це, його помітив бразильський гранд — «Інтернасьйонал». Там він зіграв 30 матчів і забив 7 м'ячів.

### «Таврія»
До України Едмар приїхав на початку 2003 року. Протягом майже п'яти років він виступав у складі «Таврії», а влітку 2007 року став гравцем харківського «Металіста». Усього в чемпіонатах України він зіграв 222 матчі і забив 29 голів. Певний час був капітаном «Таврії», у деяких матчах виводив у подібній ролі на поле «Металіст».

### «Металіст»
У серпні 2007 року Едмар, який уже встиг зіграти кілька матчів у чемпіонаті за «Таврію», перейшов у харківський «Металіст», який посилював склад перед своїм дебютом у Кубку УЄФА. 20 вересня 2007 Едмар своїм голом дозволив «Металісту» сенсаційно зіграти внічию (1:1) з іменитим «Евертоном» на його стадіоні «Гудісон Парк». У відповідному матчі, що відбувся через 2 тижні, Едмар знову забив англійцям, однак це не врятувало його команду від поразки з рахунком 2:3.
У грудні 2008 одружився з кримчанкою Тетяною і взяв подвійне прізвище. У березні 2011 прийняв українське громадянство.
28 липня 2011 року вперше отримав виклик до національної збірної України на матч проти збірної Швеції в Харкові 10 серпня (0:1). Дебютував у збірній, замінивши на 73-й хвилині Руслана Ротаня.
14 серпня 2013 року в товариському матчі зі збірною Ізраїлю на стадіоні НСК «Олімпійський» став автором двох гольових передач на Руслана Ротаня і Євгена Селезньова, а 6 вересня долучився до розгрому команди Сан-Марино з рахунком 9:0, забивши гол на 33-й хвилині матчу.
У лютому 2015 року покинув харківський «Металіст» у зв'язку з невиплатою заробітної платні.

### «Дніпро»
17 серпня 2015 року Едмар оформив контракт з дніпропетровським «Дніпром» строком на один рік. «Дніпро» підписав Едмара вільним агентом, після того, як той покинув харківський «Металіст». Але вже влітку 2016 року, як і більшість гравців, розірвав з клубом контракт.

### «Бока-Ратон» і «Металіст 1925»
У лютому 2017 року було оголошено, що Едмар підписав контракт з аматорським клубом із США «Бока-Ратон» з однойменного населеного пункту. Також повідомлялося, що він буде послом клубу у Східній Європі.
23 липня 2017 року Едмар став гравцем харківського клубу «Металіст 1925». У липні — вересні футболіст зіграв за харків'ян 9 матчів, у яких незмінно виходив на поле в основному складі та з капітанською пов'язкою, і забив 2 м'ячі.
У другій половині вересня 2017 року Едмар поїхав до США, де знову виступав за «Бока-Ратон».
У січні 2018 року Едмар разом з іншими колишніми гравцями української національної збірної брав участь у іграх збірної України серед ветеранів під керівництвом Анатолія Дем'яненка.
13 березня 2018 року Едмар прибув у розташування «Металіста 1925» у Туреччині, де харківська команда проводила заключний етап підготовки до третього кола Чемпіонату України у другій лізі.

## Тренерська кар'єра
У 2019 та 2022 роках двічі був асистентом головного тренера харківського клубу «Металіст 1925». З 23 жовтня 2022 року до 6 листопада 2023 року був виконувачем обов'язків головного тренера «Металіста 1925».

## Матчі за збірну України
| #      | Дата       | Стадіон                        | Суперник           | Рахунок | Турнір                        | Голи | Жовта картка · Червона картка | Капітан |
| ------ | ---------- | ------------------------------ | ------------------ | ------- | ----------------------------- | ---- | ----------------------------- | ------- |
| 01.    | 10.08.2011 | ОСК «Металіст», Харків         | Швеція             | 0:1     | Товариський матч              |      |                               |         |
| 02.    | 02.06.2013 | НСК «Олімпійський», Київ       | Камерун            | 0:0     | Товариський матч              |      |                               |         |
| 03.    | 08.06.2013 | «Под Горіцом», Подгориця       | Чорногорія         | 0:4     | Відбірковий ЧС-2014           |      |                               |         |
| 04.    | 14.08.2013 | НСК «Олімпійський», Київ       | Ізраїль            | 2:0     | Товариський матч              |      |                               |         |
| 05.    | 06.09.2013 | «Арена Львів», Львів           | Сан-Марино         | 9:0     | Відбірковий ЧС-2014           | 33'  |                               |         |
| 06.    | 10.09.2013 | НСК «Олімпійський», Київ       | Англія             | 0:0     | Відбірковий ЧС-2014           |      |                               |         |
| 07.    | 12.10.2013 | ОСК «Металіст», Харків         | Польща             | 1:0     | Відбірковий ЧС-2014           |      | 8'                            |         |
| 08.    | 15.11.2013 | НСК «Олімпійський», Київ       | Франція            | 2:0     | Відбірковий ЧС-2014 (плей-оф) |      |                               |         |
| 09.    | 19.11.2013 | «Стад де Франс», Сен-Дені      | Франція            | 3:0     | Відбірковий ЧС-2014 (плей-оф) |      |                               |         |
| 10.    | 05.03.2014 | «Антоніс Пападопулос», Ларнака | США                | 2:0     | Товариський матч              |      |                               |         |
| 11.    | 22.05.2014 | Стадіон «Динамо», Київ         | Нігер              | 2:1     | Товариський матч              |      | 37'                           |         |
| 12.    | 03.09.2014 | НСК «Олімпійський», Київ       | Молдова            | 1:0     | Товариський матч              |      |                               |         |
| 13.    | 08.09.2014 | НСК «Олімпійський», Київ       | Словаччина         | 0:1     | Відбірковий ЧЄ-2016           |      |                               |         |
| 14.    | 09.10.2014 | «Борисов Арена», Борисов       | Білорусь           | 0:2     | Відбірковий ЧЄ-2016           |      | 82'                           |         |
| 15.    | 12.10.2014 | «Арена Львів», Львів           | Північна Македонія | 1:0     | Відбірковий ЧЄ-2016           |      |                               |         |
| Всього | Всього     | Всього                         | Всього             | Всього  | Всього                        | 1    | 3                             |         |

## Досягнення
- У вересні 2010 року півзахисник «Металіста» Едмар провів свій 200-й матч у чемпіонаті України. Він став першим із легіонерів далекого зарубіжжя, які досягли цього рубежу. З 200 матчів 117 зустрічей бразилець відіграв за «Таврію», 83 — за свій тодішній клуб «Металіст»[20].